# 马继兴
马继兴（1925年—2019年8月22日），男，回族，北京人，中国中医文献学家，曾任中国医史文献研究所研究员，中国药学会理事。1974年国家文物局组织成立马王堆汉墓帛书整理小组，马继兴以古医籍研究学者身份参与此项工作。整理小组先后出版了《五十二病方》、《导引图》等书。